# Атлантида (фільм, 1921)
«Атлантида» (фр. L'Atlantide) — французький науково-фентезійний пригодницький фільм 1921 року, поставлений режисером Жаком Фейдером за однойменним романом 1919 року П'єра Бенуа.

## Сюжет
У 1911 році два французькі офіцери, капітан Моранж (Жан Анжело) і лейтенант Сент-Аві (Жорж Мельхіор), що заблукали в Сахарі, урешті-решт дістаються до оази Гоггар і потрапляють у казковий палац, де живе цариця Атлантиди, загадкова Антінея (Стася Наперковська), правителька туарегів. Вона заманила їх, щоб зробити своїми коханцями. Як правило, вона, потішившись, вбиває коханців і зберігає їхні забальзамовані тіла в особливому залі. Заворожений Антінеєю Сент-Аві вбиває свого суперника Моранжа і тікає з палацу. Завдяки щасливому випадку йому вдається повернутися в Томбукту за допомогою молодої арабської дівчини Таніт-Зерги (Мари-Луїза Іріб), яка в дорозі помирає.

## У ролях
| • Жан Анжело            | … | капітан Моранж           |
| • Стася Наперковська    | … | цариця Антінея           |
| • Жорж Мельхіор         | … | лейтенант де Сент-Аві    |
| • Марі-Луїза Іріб       | … | Таніт-Зерґа              |
| • Абд-ель-Кадер Бен Алі | … | Сегейр бен Шейх          |
| • Мохамед Бен Нуї       | … | провідник Бу-Джема       |
| • Пол Франсеші          | … | архіваріус               |
| • Андре Роанн           | … | Массар                   |
| • Женіка Міссіріо       | … | капітан Еймар            |
| • Рене Лорсе            | … | лейтенант Олів'є Ферр'єр |
| • Барб'є                |   |                          |
| • Жан Дальтур           |   |                          |
| • Дальтур-батько        |   |                          |
| • Де Раду               |   |                          |
| • Гаррі Леррен          |   |                          |
| • Давид Шатле           |   |                          |

## Виробництво
Жак Фейдер купив у П'єра Бенуа право на екранізацію його роману «Атлантида» за 10 тисяч франків. Надаючи велике значення достовірності фільмування на натурі, Жак Фейдер наприкінці 1919 року спеціально вирушив у подорож, щоб вивчити місцевість. У лютому 1920 року він приїхав в Алжир з двадцятьма техніками і такою ж кількістю акторів.
Знімання тривало близько восьми місяців — з 1 березня до жовтня 1920: натуру знімали в околицях Туггурта, потім — в Оресі біля М'Ншуеша, в Руффі і в Джиджелі, на березі моря. Декорації побудували біля Алжиру, в кар'єрах Баб-Ель-Кеда. Через два роки після знімання С. Наперковська писала в «Ciné-Miroir»: «Ми провели п'ятдесят днів в Туггурті з туарегами та їх мехарами (верблюдами), і по декількох деталях можна собі уявити, які труднощі чекали такого великого режисера, яким був Жак Фейдер. Наприклад, стада мехарів повинні були стикатися або просто переміщатися по знімальному полю точно в указаний час і з'являтися в той момент, коли цього вимагала дія. […] Нам часто доводилося багато разів повторювати одні й ті самі сцени в глибині Сахари, при 45 градусах спеки в тіні».

### Знімальна група
- Автор сценарію — Жак Фейдер за романом «Атлантида» П'єра Бенуа (1919)
- Режисер-постановник — Жак Фейдер
- Продюсер — Луї Обер
- Оператори — Віктор Морен, Амедеї Моррін, Жорж Спехт
- Композитор — М. Жемен
- Художник-постановник — Мануель Оразі
- Художник по костюмах — мадемуазель Бернуар[1]

## Реліз
Після завершення фільму паризький банк «Тальман и Ко», який фінансував проєкт, продав його за два мільйони франків кінопрокатнику Луї Оберу, який пішов на певний ризик під час кризи.
Після двох тижнів монопольного показу в паризькому «Гомон-паласі», де фільм вперше був показаний 4 червня 1921 року, він був включений в програму щойно відкритого на Бульварах кінотеатру «Мадлен сінема». Там «Атлантида» не сходила з афіші впродовж п'ятдесяти двох тижнів — рекорд, який був побитий в цьому залі лише через двадцять років фільмом «Діти райка» Марселя Карне.
«Атлантида» була одним з рідкісних французьких фільмів того періоду, проданих у всьому світі. Його успіх тривав аж до появи звукового кіно, коли Георг Вільгельм Пабст зняв його ремейк («Атлантида», 1932) з новими акторами. У 1932 році у Франції відсвяткували сорокатисячну демонстрацію фільму, перш ніж він остаточно зійшов з афіш.